# Julija Kutiukowa
Julija Siergiejewna Kutiukowa (ur. 30 marca 1989 w Lipiecku) – rosyjska siatkarka, grająca na pozycji przyjmującej. 

## Sukcesy klubowe
Mistrzostwo Rosji:
- 2019
- 2014